# 台灣地緣戰略
台灣地緣戰略主要描述基於台灣地理型態、位置與國家實力對於國家外交政策的地緣戰略。台灣的地緣戰略是以海洋島國為基礎，位於太平洋邊緣，西太平洋第一島鏈戰略位置，也是在東亞土地面積最小與人口最少的地区；經濟上倚靠對外航海與航空交通貿易生存，政治軍事上間受陸地與海上霸權中國大陸與太平洋強權美國影響，軍事上台灣與美國的地緣戰略共同利益包括美國對台軍售，由美國提供台灣自我防衛武器，協防西太平洋的安全與穩定，政治上台灣目前實行與美國共同價值的自由、民主政治制度，並與中國保持一定程度的經貿文化交流。

## 歷史
荷西時期正值大航海時代，荷蘭與西班牙等殖民海權經營戰略以台灣作為海洋貿易路線上的轉運站。
明鄭時期認為台灣地理的“橫絕大海，肆通外國，且沃野千里，可足其食”等特質，可以作為其反清復明的根據地。
大清帝國治理台灣時期，是以台灣為軍事戰略考量，據守台灣以保障清帝國最富庶的江西、浙江、福建、廣東等東南四省得以專注發展經濟，從1683年水師提督施琅在澎湖戰勝東寧王國後，佔領台灣到1895年割讓台灣給日本的212年期間，直到晚清時期19世紀中葉開始因為英、法、日等列強覬覦才開始重視臺灣。
大日本帝國在甲午戰爭時先佔領澎湖，而後透過馬關條約佔領台灣，治理台灣時期以台灣為第一島鏈之一，作為圍堵東亞大陸國家勢力的南方基地。
美國地緣戰略學者尼古拉斯·斯皮克曼將台灣定義為「亞洲地中海」三角點中的北方地點，另外兩個地點為台灣東南方澳洲的約克岬，以及台灣西南方的新加坡，尼古拉斯·斯皮克曼認為在歐亞大陸強權、美洲大陸與英國、日本等海洋強權外的亞洲地中海也是另一戰略地點。

## 發展

### 準則
2008年台灣地緣戰略提出台灣的地緣政治準則（英語：Geopolitical Codes）：
1. 台灣的國家利益外在友邦：美國與日本依照美日安保條約形成的海上同盟
2. 回應台灣的國家利益外在友邦：美國與日本依照美日安保條約形成的海上同盟，增加與中國以外國家的政治、經濟、文化與軍事上的連結；建立台灣與日本，以及台灣與美國的雙邊安全保障條約；戰略整合發展以「能力為基礎」與美國、日本等民主國家的戰略如何整合為考量，而非發展以「威脅為基礎」獨自面對中國軍事威脅[7]
3. 台灣的國家利益外在威脅：目前唯一宣稱對台灣領土擁有主權，並其國內法律威脅以中國人民解放軍武力攻擊台灣的中華人民共和國
4. 回應台灣的國家利益外在威脅：對中國政治、經濟、文化上採取淡交策略，軍事上防衛中國威脅，發展嚇阻中國發動戰爭的軍事能力
5. 藉由民主政治制度程序，與台灣民眾對話，形塑上述戰略觀念並實行

### 方向
1991年的台灣的亞太戰略一書中提出台灣地緣戰略為：西和中國、北聯日本、南進東南亞。此地緣戰略偏重地緣經濟層面，忽略國防安全，其中西和中國部分，不論在民進黨或國民黨的執政時期，在經過20多年的經驗幾乎完全失敗。
1997年臺灣大學政治系楊永明教授架設的「臺灣安全網站」對於台灣的安全研究策略定為「經營美日、交往中共、置身亞太」三大方向，其中提供網頁版的文獻目錄，發行的中英文週報「英語：」訂閱讀者包括英國、美國學術與軍方人員。
2001年李文志教授提出台灣對美國可訴求牽制中共、進入中國大陸市場的門戶與民主人權價值；對中共進行雙邊和解，避免兩岸關係過度緊張；對日本可以順勢結合「綜合性安全」的合作與經濟產業合作；與澳洲、紐西蘭、南韓等國家建立亞太多邊安全體系，在強權權力平衡之間扮演中介緩衝的共同體；中共因為南海議題上與東協國家產生摩擦之際，台灣可以亞太多邊安全體係成員與東協國家拓展資金、技術與市場合作關係。
2008年台灣國際研究學會出版的台灣國際研究季刊中「台灣地緣戰略」論文提出的發展方向如下：
- 國家內部：政治制度持續保持自由、民主制度，軍事力量發展必須有足夠保障國家對外海域的航海與航空貿易交通安全
- 中國大陸關係：維持軍事上自我防衛能力，防止中國人民解放軍侵犯台灣，對中國大陸保持主權獨立而不挑釁
- 多邊關係：與以美國、日本為核心的海洋同盟發展更多軍事、政治、外交關係

2009年麥克阿瑟基金會資助國立政治大學國際關係研究中心進行「台灣安全與建構兩岸和平機制」研究計畫所成立的「臺灣安全研究中心」，中心主任劉復國教授以「兩岸外交休兵、軍事互信」兩個方向探討提升台灣安全的策略。劉復國教授提醒台灣不應該低估中國想要強化爭議的意圖。
2016年9月25日瑞士信貸集團公布全球軍力報告，台灣位居全球第13名，也是世界武器進口國第5名。全球火力發布2017年全球軍事排行台灣排名為19名。全球火力發布2018年全球軍事排行台灣排名為24名。
2018年3月13日日本安全戰略研究機構舉辦的「印太戰略之下台灣機會」研討會中，台灣外交部吳誌中次長也參與致詞，前美國國防部亞太安全事務助理部長、海軍陸戰隊退役中將格雷格森（英語：Wallace Chip Gregson）提出，防衛台灣與防衛日本本質上是一體兩面，日本航空自衛隊退役中將小野田治認為：台灣在全球通訊，區域航線，網絡與網絡安全領域都有關鍵位置，台灣也是提供給全世界各國如何觀察解讀中國的重要參考依據；台灣應該把握機會與日本、美國發展具體接觸與關係。美國戰略國際研究中心太平洋論壇資深專員葛什內克（英語：Kerry Gershneck）指出台灣以勇氣、尊嚴承受了世界其他國家從未受到來自中國的壓力，希望台灣、日本與美國能在人道救援方面共同演練。

## 海權綱領
1994年政府頒布「加強對東南亞地區經貿工作綱領」啟動了李登輝總統時期、陳水扁總統時期與蔡英文總統時期的三波南向政策。
台灣的海洋國家發展於2004年頒布「海洋政策綱領」，綱領第一條定位台灣是海洋國家；2006年公布「海洋政策白皮書」為海洋戰略指導方針，政府必須結合國內資源來運用海洋資源、拓展海上運輸、發展確保台灣海洋權益的政策；2015年6月16日立法院三讀通過政府組織改造的海洋四法。
2016年10月6日，蔡英文總統接受讀賣新聞專訪時表示，臺灣、日本都屬於海洋國家，雙方可以在「臺日海洋事務合作」對話，討論共同問題，發展共同利益；海洋國家對比島嶼國家的定位差異，在於島嶼國家相對於海洋國家較為封閉與向大陸擴張傾向；而海洋國家重視商業貿易大於領土擴張意識。日本在2000年後由「日本國際論壇」（英語：The Japan Forum on International Relations）、「海洋政策研究財團」（英語：Ocean Policy Research Foundation）等智庫協助推動建立海洋國家定位與戰略，並依此與美國在海權利益互動。
2016年蔡英文政府提出新南向政策作為海洋國家戰略的執行政策；2018年4月28日中華民國海洋委員會成立負責台灣的海洋政策，下轄海巡署、海洋保育署與國家海洋研究院。

## 外交關係
東亞國家整體趨勢均朝向民主政治的體制發展，但仍有中國、北韓、越南、緬甸等國家維持專制獨裁，如果台灣能與東亞地區的日本、蒙古、南韓、印度等民主國家形成「民主社群」，則可以增加民主體制的穩定性、促進經濟繁榮並強化區域安全。

### 美國
美國對台政策可能隨不同政黨主政與時空環境有所變化，但關係基礎仍建構在中美三個聯合公報、台灣關係法與一個中國政策上。
2007年兩岸關係中的美國因素提出美國與台灣地緣戰略的關係：
- 歐美與東亞地區國家海空運以台灣海峽為通道，平均每天有750艘貨輪或油輪通過台灣海峽，因此台灣海峽安全也是美國利益[15]
- 中國若增加對台灣的影響力，會影響美國強權地位
- 台灣的國防可協助美國監控中國與蘇聯的海空軍，若能提供軍港或機場與美國合作，將能進一步提升台灣戰略地位

2011年11月10日，美國前國務卿希拉蕊·柯林頓在夏威夷發表演說時表示台灣是美國重要的經濟與安全夥伴。
2013年3月1日美國國防部助理部長李模楷強調台灣應該在全球戰略中融入一體並扮演適當角色。
2015年5月15日美國戰略與國際研究中心智庫研究員Joseph Bosco在外交家雜誌指出台灣位居重要戰略地位，美國對於台灣的承諾與防衛會影響周遭國家對美國政策的信任程度。
2019年6月18日國家亞洲研究局智庫的座談會上，史丹福大學台灣民主與安全項目主任祁凱立（英語：Kharis Templeman）表示台灣是美國重要經濟夥伴，位於美國第一島鏈戰略位置的台灣是防止中國擴張的重要堡壘，在台灣政治上的自由與民主也給中國人民有另一條道路選擇的機會，美國對台政策也會影響美國與其他地區盟邦日本與菲律賓的互信，台灣事實獨立是美國利益所在，不會成為2018－2019年中美貿易戰談判的交易籌碼。

### 國際環境夥伴計畫
由行政院環保署與美國環保署合作的國際環境夥伴計畫（英語：International Environmental Partnership、IEP）是基於北美事務協調委員會與美國在台協會簽訂的「駐美國臺北經濟文化代表處及美國在台協會環境保護技術合作協定」在2014年成立的環境保護國際合作計畫，計畫執行以來共有美國、日本、德國、越南、菲律賓與印尼等國家參與，加強台灣與美國以外的第三國建立環境保護合作的國際交流平台。計畫內容包括以下項目：
- 汞污染監測
- 空氣品質保護
- 管理電子廢棄物
- 建立台灣與美國之間的校園友善跨國校際夥伴
- 支援全球環境教育夥伴（英語：Global Environmental Education Partnership）計畫

### 全球合作暨訓練架構
由美國在臺協會與北美事務協調委員會共同成立的全球合作暨訓練架構（英語：Global Cooperation and Training Framework、GCTF）將在人道援助、公共衛生、環境保護、能源、科技、教育與區域發展等領域進行台灣與美國的合作，並建立國際交流平台。
全球合作暨訓練架構的成立，象徵台灣已經從接受國際援助的領受者，成長為提供援助者，這是一個分享台灣強項與專長的夥伴關係交流平台。

#### 科技
全球合作暨訓練架構「網路安全與新興科技國際研習營」與日本共同舉辦，另外也有智利與墨西哥等25個印度太平洋地區合作夥伴參與，這次聚會有來自美國國土安全部 、美國國務院、聯邦通訊委員會與美國執法部門的專家共同參與。這次聚會也聚焦在電信網路5G技術的安全議題，印度太平洋區域的日本、澳洲與台灣都已經公開支持《布拉格提案》（英語：Pargue Proposal）以保障國內的電信網路通訊安全，研習會後的「印太資安政策論壇」及「國際資安網路安全與新興科技卓越中心」將會持續進行合作事項。

#### 民主
全球合作暨訓練架構的「培養媒體識讀以捍衛民主」工作坊促進討論如何增進公民對媒體資訊的識讀，將社會輿論專注在辨識真實訊息與造假訊息，提供對大眾有益的公共論述、凝聚社會共識、討論公共政策優劣與加強民主運作效能，讓公民有意義的參與政治決策向政府問責，同時仍要保障言論自由，其中包括鼓勵廣告商協助強化本地具可信度的獨立媒體。

### 日本
由於台灣地緣戰略位置對於日本的重要性，日本是亞太地區中最重視台灣周邊海域的國家，在美日安全諮商會議（英語：-{US-Japan Security
Consultative Committee, SCC}-）提出的2005年版本「美日防衛合作指針」（英語：The Guidelines for US-Japan Defense Cooperation）中，將台灣海峽納入其周邊事態範圍內，自2015年起，當第三國對日本或美國產生威脅時，日本可以在日本周邊以外包括台灣海峽等區域與美國合作防衛。

#### 文化交流
日本的日本證券、東急、國際教育協會等非營利組織，每年會提供台灣清寒子弟獎學金，與免收學費的公立學校名額，每年得到獎學金的學生數達到1,040人。2004年台灣赴日本留學的學生數量達到4,100人，部分留學生會選擇在日本就職。2005年9月日本台灣交流協會代表日本政府向東吳大學蔡茂豐教授授與旭日中勳章，成為日本與台灣斷交後首次政府的授勳活動。根據日本外務省公布數據顯示，2005年日本人前往台灣有112萬人，也有退休的日本人在台灣南投埔里購置地產定居。台灣街道也常見如三越、伊勢丹、高島屋百貨公司、便利商店等日本企業，道路上也常見日本品牌汽車，在台灣也很容易買到日本商品，日本文化已經走入台灣家庭。

#### 民眾觀感
2015年度台灣民眾對日本觀感之研究」民調顯示最喜歡日本的台灣民眾有56%，其中越年輕的民眾對日本好感人數越多；2016年12月，日本「中央調查社」民調顯示，日本人「對台灣感到親近」的比例為66.5%，「信任台灣」的民眾比例為55.9%，以「自由、民主」政治制度價值觀對台灣好感的民眾為52.5%，認為「台日關係良好」的民眾比例為60.2%。
2017年初台灣與日本交流協會從「公益財團法人交流協會」正式「正名」為「公益財團法人日本台灣交流協會」，2017年3月日本在與台灣從1972年斷交以來，首次有現任官員：總務省副大臣赤間二郎來台。台灣與日本雙邊也在投資、航空議題上簽署合作文件。

### 合作面向
日本與台灣可能合作的面向為人道救援、反恐怖主義、網路安全、情報交流、國防與航太防衛裝備的轉移等領域。

### 貿易
交際貿易上日本是台灣第3大貿易夥伴與外資、技術重要來源之一，台灣是日本第4大貿易夥伴，2016年雙邊貿易總額602億美元，台灣對日本有32件投資，總金額為45.04億美元，日本對台灣有458件投資，總金額為3.47億美元，雙方總投資金額為48.51億美元。
台灣與日本雙方已經簽署台日租稅協定、漁業協議與投資協議等20多項，但是尚未簽署「台日經濟夥伴協定」的更進一步雙邊貿易協定。

### 爭議
雙方爭議在於日本對台灣漁民漁獲量的限制、日本核災區食品輸入台灣、日本佔領釣魚台列島與沖之鳥島等漁權爭議。

## 領海議題

### 南海
2015年台灣外交部發出「南海和平倡議」，就歷史、地理與國際法南沙、西沙、中沙與東沙群島為中華民國固有領土，並且以「主權在我、擱置爭議、和平互惠、共同開發」的基本原則執行倡議：
- 以自我克制避免提升南海緊張情勢
- 以聯合國憲章及聯合國海洋法公約國際法精神與原則進行協商，並維護南海地區航海與航空安全，協商建立海洋合作與行為規範
- 擱置主權爭議，爭取與各國共同開發海洋資源
- 針對環境保護、科學研究、人道援助、災害救援與打擊海上犯罪等議題與各國建立合作及協調機制

針對南海島礁的領土爭議，退休駐美外交人員提出台灣抑制中國在東海與南海的海權，以提升台灣在日本、東南亞與美國等國家的戰略地位。
中華民國科技部在南海從1978年起就支持進行Winter MONEX（1978-1979），TAMEX（1987 5/1-6/30），SCSMEX（1998 5/5-6/25），DOTSTAR（2002-2012），SoWMEX/TIMREX（2008 5/15-6/30）等多項南海科技研究實驗，2017年起與國際學界海洋大陸年（英語：Years of the Maritime Continent）協調進行觀察、模擬南海地區氣候變化的「南海－海洋大陸區對流與大尺度環交互作用」計畫，其中也包括對南海海洋的潮汐、湧生與波傳播等研究。

### 太平島
對於台灣治理的太平島，專欄作家林廷輝認為：“因為與其他南海島礁受潮汐影響需要人工填沙建築工事不同，太平島可以符合1982年聯合國海洋法公約第121條規定，享有12浬領海，24浬鄰接區，200海浬經濟海域與大陸礁層，此將涵蓋中國在南海佔領島礁，並且與菲律賓巴拉望省的200浬經濟海域與大陸礁層重疊，因此台灣有與菲律賓劃界海域界線需求。”若台灣在太平島設置先進雷達設備，掌握南海島礁軍事設備與軍事活動，便可與台灣友邦分享相關軍事雷達訊息，或達到情報交換的政治效益。對於中國大陸人民與漁船適用兩岸人民關係條例的禁限水域進行執法，而對越南、菲律賓等其他國家則適用1998年中華民國領海及鄰接區法，以維護中華民國（台灣）的領海主權。
中央研究院在太平島設置寬頻地震觀測站，由中央研究院地球科學研究所維護，資料透過衛星傳輸到中研院地球所機房後，以站名：TW.VNAS上傳到地震學研究機構聯合會全球地震觀測資料庫。
中山科學研究院在太平島設置L-波段（L-BAND）信號電纜的預警氣象雷達，最大觀測距離達480公里，涵蓋大部分南海海域，範圍可及菲律賓巴拉望島。

### 釣魚台列島
2012年8月台灣馬英九總統針對台灣方宣稱擁有主權的釣魚台列島，提出由中國、日本與台灣三方和談的「東海和平倡議」以「擱置爭議、尋求共識、和平解決、合作開發」為原則，期望透過中國、日本與台灣三方和談的「東海和平倡議」解決由日本實質治理，美國以日本治理釣魚台列島適用於美日安保條約支持日本治理的議題；馬英九領導的國民黨政府面對釣魚台議題採取優先考慮中國反應，對美國與日本採取不合作態度策略。

## 挑戰

### 經濟黑洞
東亞國家經濟互相依賴，造成區域國家之間彼此的影響力道加強，由於中國吸收東亞國家諸多資金、技術與管理人才，相對造成日本、南韓與台灣等周邊國家的負面影響，有人以「經濟黑洞」形容中國經濟模式對周圍國家的影響，並且中國對台灣採取經濟邊緣化策略。

### 社會競爭力
台灣的競爭力相對於中國與日本兩國，優點是反應迅速，行動力強、兩性平權與精緻優質的服務業，缺點是國際品牌的行銷宣傳能力不足、擅長製造但缺乏創意與原創能力、對於台灣以外國際社會變化的危機意識不足。

## 相關題目
- 地緣戰略
- 中亞地緣戰略（英语：Geostrategy in Central Asia）
- 海峽兩岸關係
- 圍堵政策
  - 島鏈